# Eremasiomyia nigra
Eremasiomyia nigra är en tvåvingeart som beskrevs av Boris Borisovitsch Rohdendorf 1935. Eremasiomyia nigra ingår i släktet Eremasiomyia och familjen köttflugor.
Artens utbredningsområde är Egypten. Inga underarter finns listade i Catalogue of Life.